# Эггермюлен
Эггермюлен (нем. Eggermühlen) — община в Германии, в земле Нижняя Саксония.
Входит в состав района Оснабрюк. Подчиняется управлению Берзенбрюк. Население составляет 1735 человек (на 31 декабря 2010 года). Занимает площадь 27,41 км².
Коммуна подразделяется на 6 сельских округов.
| Год  | Население |
| ---- | --------- |
| 1990 | 1292      |
| 1995 | 1554      |
| 2000 | 1783      |
| 2005 | 1819      |
| 2010 | 1738      |